# Borg (Ribnitz-Damgarten)
Borg ist ein Ortsteil der Stadt Ribnitz-Damgarten (Landkreis Vorpommern-Rügen) in Mecklenburg-Vorpommern. 

## Lage und Struktur
Das Dorf Borg liegt etwa einen Kilometer vor dem Stadteingang von Ribnitz in Richtung Rostock. Es liegt an der Bundesstraße 105, wobei der Hauptteil des Dorfes sich an einer von der Bundesstraße abzweigenden Nebenstraße anschließt. 
In dem an der Bundesstraße 105 gelegenen Ribnitz-Damgartener Ortsteil Borg leben etwa 100 Einwohner. Einige bieten Urlaubern Pensionsdienstleistungen an. In Borg ist ein Unternehmen für Abbruch, Containerdienst und Schrottverwertung ansässig.  

## Sonstiges
In Borg wurde eine der ersten Windenergieanlagen der Region errichtet. Diese wurde aber mittlerweile aus Kostengründen abgeschaltet. 

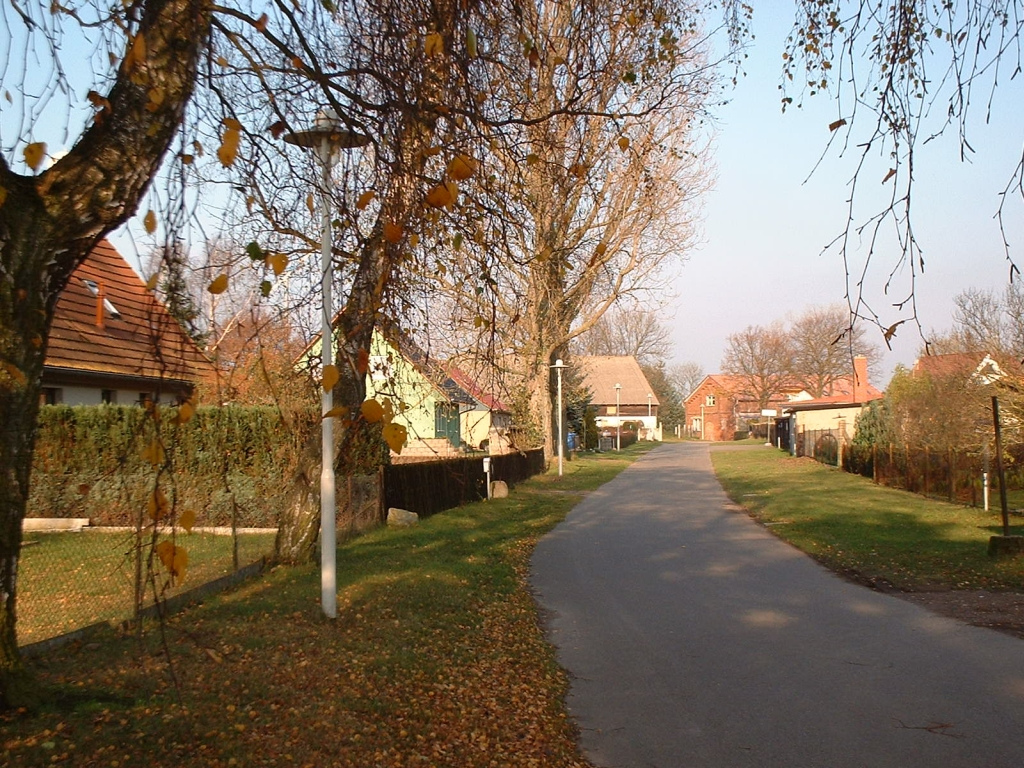
Weißer Weg
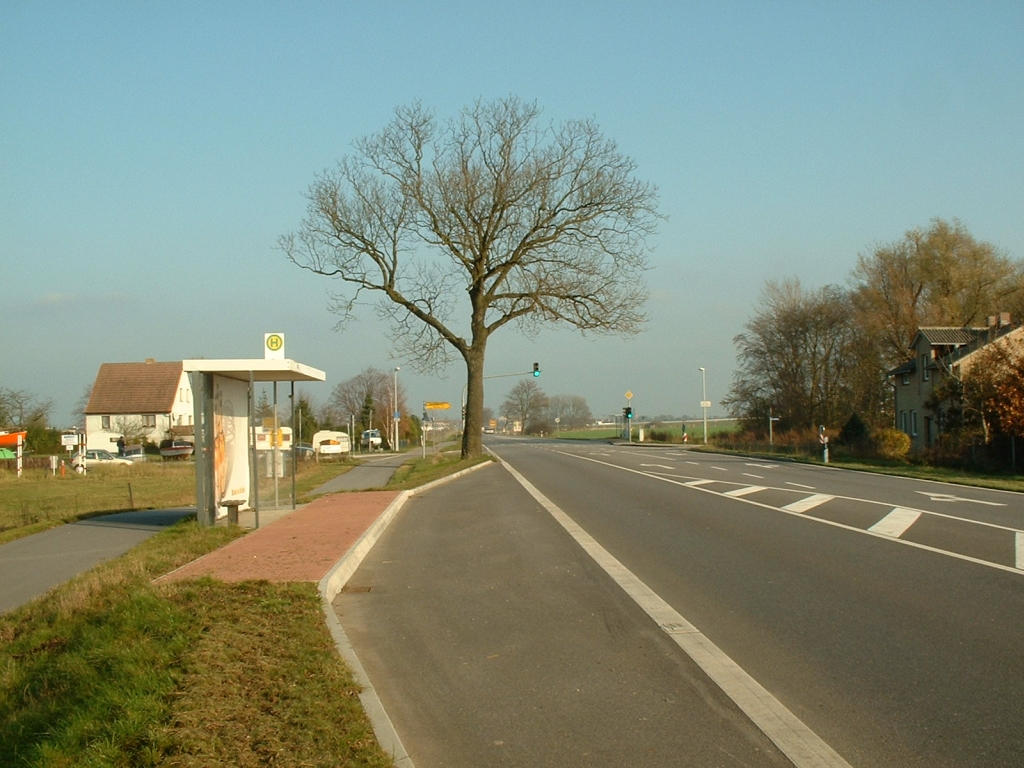
Bundesstraße 105, Bei den Borger Tannen
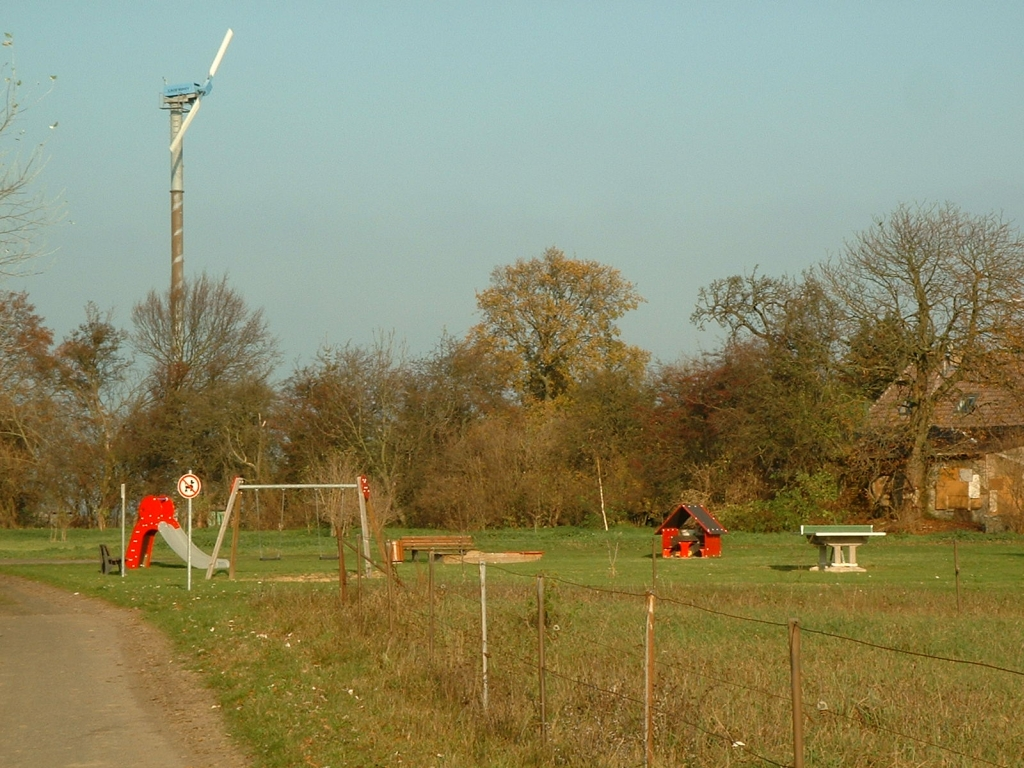
Am Windrad
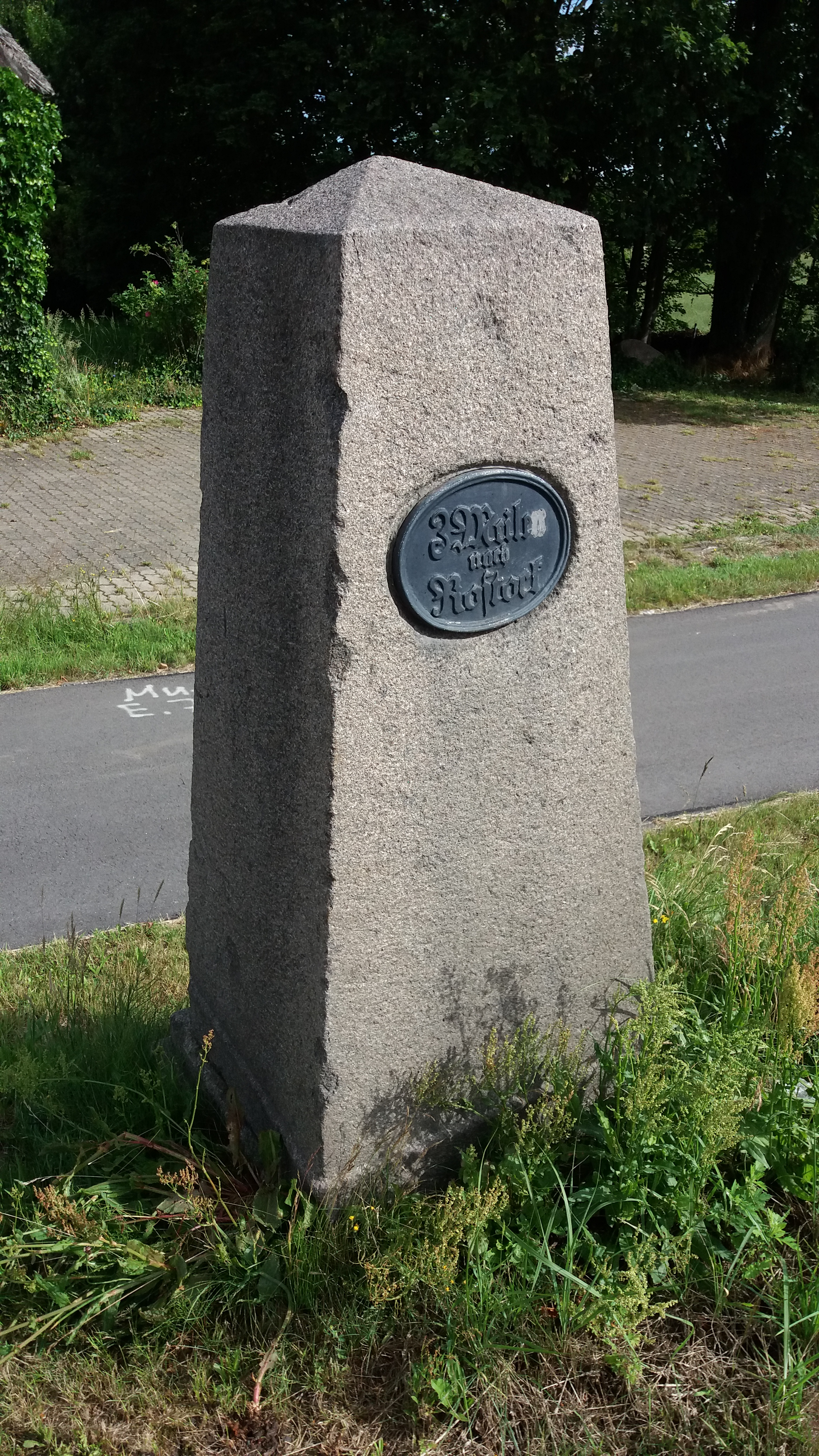
An der Darß-Kreuzung